# Policie ve Spojených státech amerických

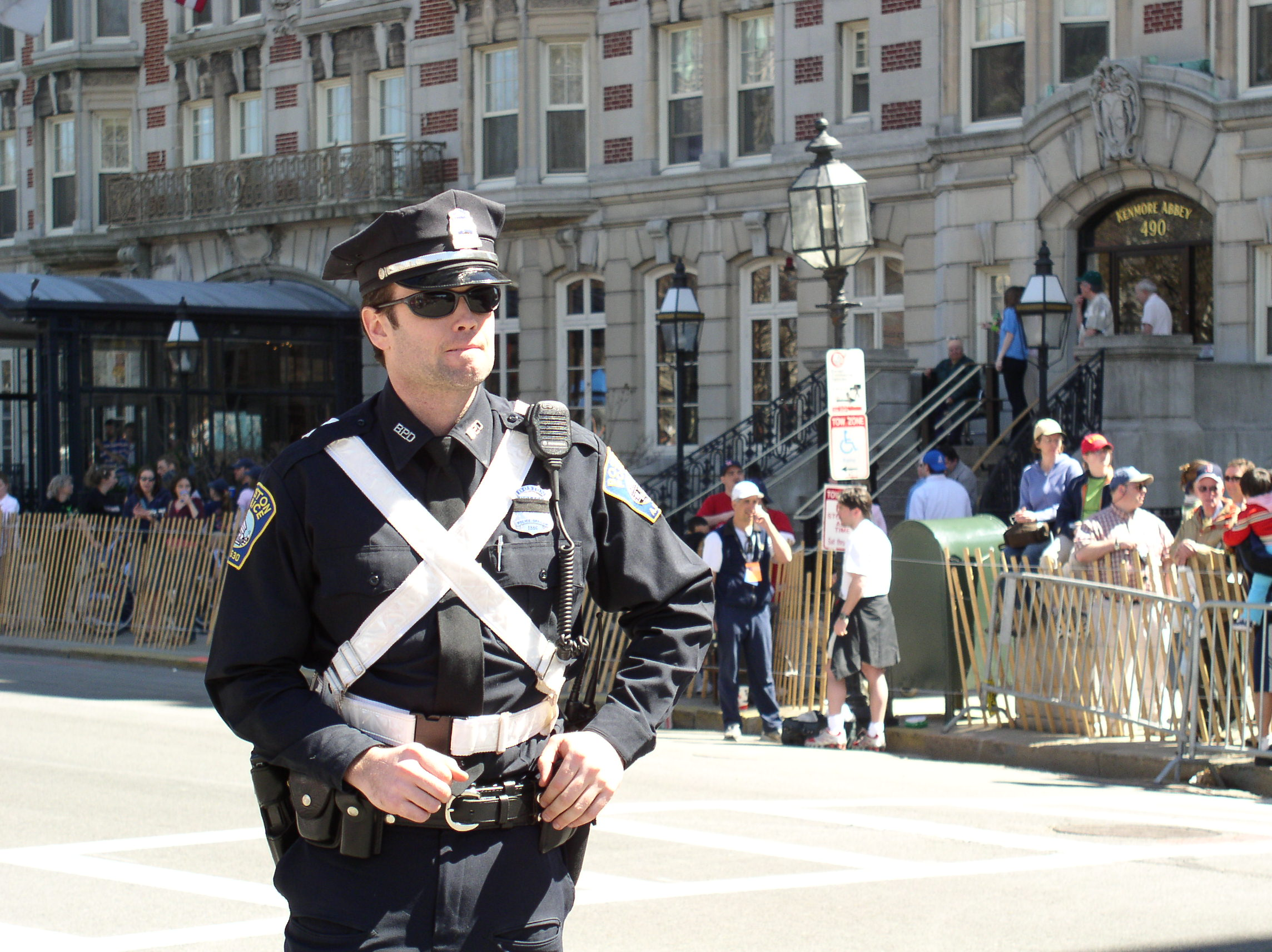
Bostonský policista.

Policie ve Spojených státech amerických je jedním ze tří orgánů americké justice spolu se soudy a vězeňstvím. I když každý orgán pracuje nezávisle na ostatních, všechny tři společně tvoří řetězec vedoucí od vyšetřování podezření z trestné činnosti až po zajištění výkonu trestu. Také soudy mají pravomoc rozhodovat ohledně chování ostatních složek.
Vymáhání práva se ve Spojených státech realizuje prostřednictvím státních policejních agentur, které mají za úkol vyšetřovat podezření z trestné činnosti, předložit výsledky šetření soudům, a případně také dočasně zadržet podezřelé z trestné činnosti do doby soudního řízení. Kromě toho mají policejní orgány, jejichž pravomoc se liší vzhledem k různých úrovním státní správy na nichž působí, odpovědnost předcházet trestné činnosti. Další povinnosti mohou zahrnovat služby a vymáhání výkonu soudních rozhodnutí.
Policejní orgány se rovněž podílejí na zajištění první reakce při mimořádných událostech a dalších ohroženích veřejné bezpečnosti, ochranu některých veřejných zařízení a infrastruktury, udržování veřejného pořádku, ochranu veřejných činitelů a provoz některých nápravných zařízení (obvykle na místní úrovni).

## Typy policejních orgánů

### Federální policejní orgány
Federální policisté jsou oprávněni prosazovat různé zákony na federální úrovni. Jsou organizováni v různých federálních agenturách, které mají celostátní pravomoc pro uplatňování federálního práva. Všechny federální agentury jsou omezeny americkým právním řádem, mohou tak vyšetřovat pouze záležitosti, které jsou výslovně v pravomoci federální vlády. Nicméně, federální vyšetřovací pravomoci se staly v praxi velmi široké, a to zejména od přijetí PATRIOT Act.
Ministerstvo spravedlnosti je zodpovědné za většinu vymáhání práva na federální úrovni. Jemu podřízené agentury zahrnují Federální úřad pro vyšetřování (FBI), Úřad pro potírání drog (DEA), Úřad pro alkohol, tabák, zbraně a výbušniny (ATF), United States Marshals Service (USMS), Federální úřad pro vězeňství a mnohé další.
Ministerstvo vnitřní bezpečnosti je další větví státní správy zahrnující agentury s policejními pravomocemi, jako jsou Celní a pohraniční stráž USA, U.S. Immigration and Customs Enforcement, Federal Air Marshal Service, Tajná služba Spojených států amerických (USSS) a v čase míru také Pobřežní stráž Spojených států amerických (USCG).
Vyšetřování vedená těmito orgány jsou dozorována federálními prokurátory.

### Státní policejní orgány
V mnoha amerických státech jsou zavedeny státní policejní orgány. Mezi tyto orgány patří např. státní policie nebo dálniční policie. Tyto složky mají za úkol zajišťovat bezpečnost na celém území státu nebo jejich dálnic. Tyto orgány, ale nejsou povinné, takže stát je mít může, ale taky nemusí (nebo může mít jenom jednu z těchto dvou složek).
Např. na území státu Texas vynucují právo a pořádek oddíly Texas Rangers, Texas State Police a Texas Highway Patrol.

### Úřady (nebo kanceláře) šerifa
Úřady (nebo kanceláře) šerifa zajišťují bezpečnost na území celého okresu (angl. county). Úřad (nebo kancelář šerifa) má na starost provoz okresního soudu, vazební věznici (angl. jail), bezpečnost v budově okresního soudu a převoz vězňů. Úřad (nebo kancelář šerifa) vede šerif. Policista je tzv. zástupce šerifa (angl. sheriff deputy). Úřad (nebo kancelář) šerifa je zaveden(a) v jakémkoliv okresu, bez ohledu na jeho velikost.    
Například velitelem policie Las Vegas je také důstojník v hodnosti šerifa. 
Šerifové mívají různé uniformy, obvykle nebývají stejné jako uniformy jednotek státní policie. Typickou součástí uniformy bývá stetson.

### Městská policejní oddělení
Městská policejní oddělení mají na starost zajišťovat bezpečnost ve větších městech, provozuje je dané město. Rozdíl je ale hlavně ten, že městská policejní oddělení v USA má většinou mnohonásobně větší rozpočet, počet strážníků a širší pravomoci. Policista je tzv. strážník (angl. officer).
Příklady:
- Metropolitan Police Department of the District of Columbia
- Los Angeles Police Department
- New York City Police Department
- San Francisco Police Department
- Seattle Police Department